# Сокольники (городской округ Истра)
Сокольники — деревня в городе областного подчинения Истра с административной территорией Московской области России. С точки зрения местного самоуправления входит в городской округ Истра. Население — 116 чел. (2010)

## География
Расположена на правом берегу реки Колоколенки (правый приток Песочной), примерно в 3 км на север от Истры, высота над уровнем моря — 186 м. В деревне 6 улиц, зарегистрировано 1 садоводческое товарищество. Ближайшие населённые пункты: Сысоево в 1,5 км на восток, Никольское в 1 км на север и Ермолино в 1,5 км на юго-запад.

## История
29 января 2004 года в состав Сокольников был включён посёлок Школы имени 15 лет Октября.
С 2006 по 2017 годы находился в Ермолинском сельском поселении Истринского района.
В 2017 году произошла муниципальная и административно-территориальная реформа, с упразднением Ермолинского сельского поселения и Истринского района. 10 марта 2017 года законом № 21/2017-ОЗ муниципальное образование Истринский муниципальный район было преобразовано в муниципальное образование  городской округ Истра  с упразднением всех ранее входивших в него поселений. 8 июля 2017 года административно-территориальная единица Истринский район преобразована в город областного подчинения Истра с административной территорией.

## Население
| 2002 | 2006 | 2010 |
| ---- | ---- | ---- |
| 11   | ↗48  | ↗116 |

## Инфраструктура
В Сокольниках находится школа-интернат для слабослышащих детей (Государственное казённое общеобразовательное учреждение Московской области «Истринская общеобразовательная школа-интернат для обучающихся с ограниченными возможностями здоровья»).

## Транспорт
С Истрой связана автобусным сообщением (автобус № 30).